# 방준표
방준표(方俊杓 , 1906년 ~ 1954년 1월 31일)는 일제강점기와 미군정 시기의 사회주의 운동가이며 한국 전쟁 중에는 유격전을 지휘했다.

## 생애
경상남도 거제군 출신으로 경성사범학교를 졸업하고 교사로 근무했다. 이때부터 사회주의 청년 운동에 뛰어들어 신간회 지부에서 활동하다가 검거되기도 했다. 1930년대부터는 통영을 중심으로 좌익 계열의 항일 운동을 벌였다.
태평양 전쟁 종전 이후 미군정이 시작되자 남조선로동당 계열에서 활발한 활동을 했다. 1945년 조선노동조합전국평의회 결성에 철도노조 서울대표로 참가했고, 1946년의 9월 총파업과 10월의 대구 10·1 사건에 가담했다. 이 사건으로 수배된 뒤 소군정 지역으로 월북했다.
1947년 박헌영의 추천을 받아 모스크바로 유학하여 동방노력자공산대학에서 공부했다. 1950년에 한국 전쟁이 발발하여 조선인민군 점령 지역에 합법적으로 조선로동당의 지역당이 만들어질 때 전라북도 도당 위원장에 올랐고, 인민군 후퇴 후에는 전북도당을 수습해 회문산에 입산하여 전북 지역 유격대를 이끌게 되었다.
방준표는 한국 전쟁 중 지리산을 거점으로 한 이현상의 활동을 박영발과 함께 견제한 인물인 것으로 알려져 있다. 박헌영 리승엽 간첩 사건 결과에 따른 뒷처리 과정에서 이현상이 유격대 활동 실패에 대한 책임을 지고 평당원으로 강등될 때도 일정한 역할을 했다.
1954년에 덕유산에서 토벌대와 전투 중에 생포될 위기에 놓이자 자폭하여 사망했다. 평양 애국렬사릉에 가묘가 설치되어 있다.